# ベレガッツォ・コン・フィリアーロ
ベレガッツォ・コン・フィリアーロ（イタリア語: Beregazzo con Figliaro）は、イタリア共和国ロンバルディア州コモ県にある、人口約2,800人の基礎自治体（コムーネ）。

## 地理

### 位置・広がり
コモ県南西部のコムーネ。県都コモから西へ12kmの距離にある。

#### 隣接コムーネ
隣接するコムーネは以下の通り。
- アッピアーノ・ジェンティーレ
- ビナーゴ
- カステルヌオーヴォ・ボッツェンテ
- オルジャーテ・コマスコ
- オルトローナ・ディ・サン・マメッテ
- ソルビアーテ・コン・カーニョ (ソルビアーテ)

### 地震分類
イタリアの地震リスク階級 (it) では、4 に分類される
。